# Кіллджойс
Кіллджойс (англ. Killjoys) – драматичний, пригодницький телесеріал у жанрі космічної опери, створений на замовлення канадського каналу Space. Про зйомки перших 10 серій було заявлено 7 жовтня 2013 року. Згодом у квітні 2014 року було оголошено, що американський канал Syfy буде співавтором серіалу. Прем’єра відбулася 19 червня 2015 року. Сюжет серіалу оповідає про трійцю космічних мисливців за головами — Ялени, Джона та Д'авіна. 
У вересні 2017 року Syfy продовжив серіал на четвертий та п'ятий сезон, які містять по 10 епізодів кожен. П'ятий сезон є завершальним, його реліз відбувся 19 липня 2019 року.

## Сюжет
Події серіалу розгортаються в планетарній системі Квадра, яка складається з планети Креш і трьох її природних супутників — Аркина, Лейта та Вестерлі. Вся влада Квадри зосереджена в руках знаті, відомої як Рада Дев'яти, і підпорядкованої їм торгівельно-військової організації, яку просто називають "Компанія". У Квадро існує жорстка кастова система, згідно з якою найбагатші й знатні живуть на планеті-раю Креш, в той час, як бідняки разом із середнім класом населяють Вестерлі, що кожного року страждає від іонних буревіїв та майже знищеної "Компанією" екології. Для контролю населення Квадро була створена Коаліція Затримання та Рекламації (К. З. Р.), яка займається оплачуваним розшуком з подальшим затриманням або вбивством порушників закону, завдяки чому в народі їх прозвали "кіллджоями". Одними з таких рекламаційних агентів є дівчина Датч та її напарники — брати Джонні й Д'авін Джакобі. Цій трійці щодня доводиться полювати на злочинців, дотримуючись нейтральності К. З. Р. та керуючись головним правилом кіллджоя — "Ордер понад усе".

## У ролях

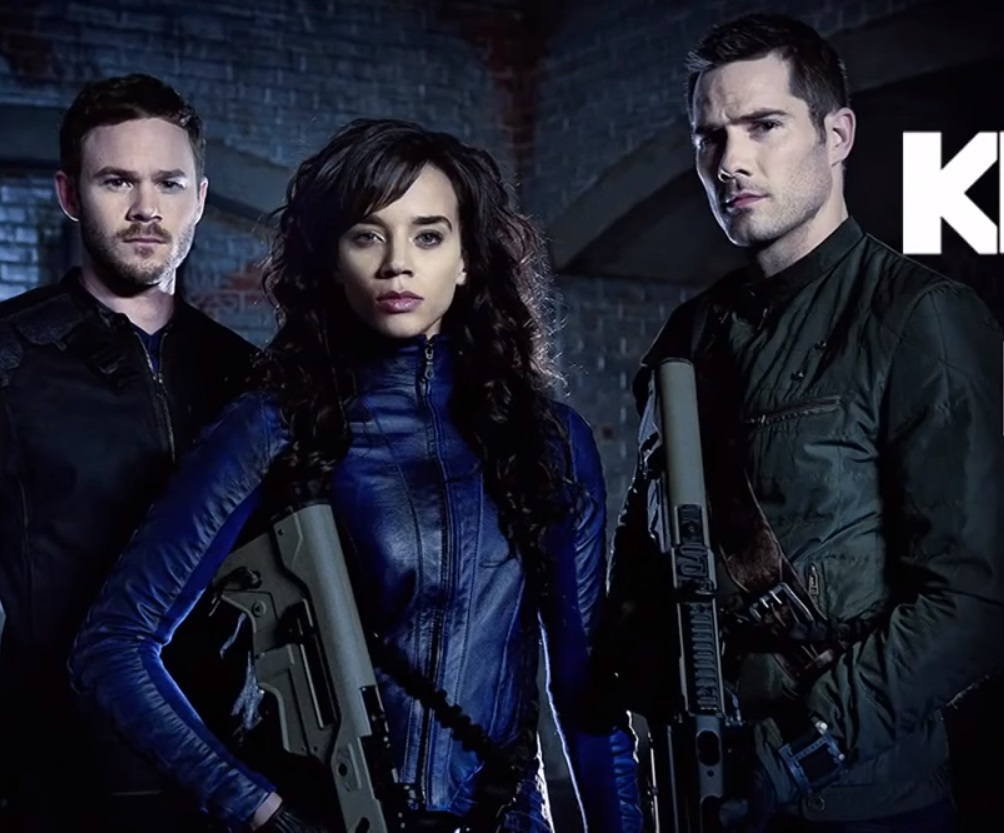
Головні актори серіалу (зліва направо): Аарон Ешмор, Ганна Джон-Кеймен та Люк Макфарлейн.

### Головний склад
- Ганна Джон-Кеймен в ролі Ялени Ярдін (Датч), кіллджоя п'ятого рівня з таємничим минулим. 
  - Також виконує роль Аніли Кін Ріт, яка є ДНК-близнюком Датч.
- Аарон Ешмор в ролі Джона Джакобі (Джонні), який вже шість років є найкращим другом та напарником Датч. Захоплюється технікою і тому завжди на ньому технічні аспекти їхніх місій.
- Люк Макфарлейн в ролі Д'авіна Джакобі (Дав), старшого брата Джонні. У минулому він солдат, який вирішив стати мисливцем за головами в К. З. Р., щоб приєднатися до брата та Датч.

### Другорядний склад
- Том Елісон у ролі Пріма Дез (Прі), колишній злочинець, якому належить бар Royale
- Нора МакЛаллан у ролі Беллус Хаарді, колишній агент К. З. Р., який працює брокером ордерів на затримання (сезони 1–2)
- Френк Мур у ролі Хілларі Оонана (Хіллз), старшого офіцера відділу безпеки Компанії в Старому місті Вестерлі (сезони 1–2, 4)
- Шон Бейк у ролі Фенсі Лі, агента К. З. Р., який раніше був халленом та правою рукою Хлайна
- Морган Келлі в ролі Альвіса Акарі, організатора повстанців і ченця "колотих" (сезони 1–3)
- Тамсен МакДона в ролі Люсі, штучного інтелекту, яка керує кораблем Датч та її команди
- Патрік Ґарроу в ролі Туріна, високопоставленого офіцера К. З. Р.
- Роб Стюарт у ролі Хлайна Кін Ріта, колишнього наставника Датч, а також батька Аніли
- Сара Пауер у ролі Поттер Сіммс, спадкоємиці однієї з дев'яти королівських родин планети Креш, яка живе і працює лікарем в Старому місті на Вестерлі (сезони 1–2, 4)
- Майко Нгуен у ролі Делл Сейя Кендрі, аристократки з Ради Дев'яти
- Торі Андерсон у ролі Сабіни, яка працює барменом у барі Royale (сезон 2)
- Паскаль Ленгдейл у ролі Ліама Єлько, офіцера Компанії (сезони 2–3)
- Стефані Леонідас та Томмі-Амбер Пірі в ролях Клари / Оллі, людини з кібернетичними імплантами (сезони 2–3)
- Ґевін Фокс у ролі Ґареда, який працює в барі Прі й стає його коханцем (сезон 2-5)
- Тед Етертон у ролі Ґандера, другого командира Аніли (сезон 3)
- Келлі МакКормак у ролі Зефір Вос (Зеф), висококваліфікований технік з К. З. Р., яка приєдналася до команди Датч (сезон 3-5)
- Аттікус Мітчелл у ролі Піппіна Фостера (Піп), людини з багатьма контактами, яка допомагає команді кіллджоїв (сезони 3–4)
- Джейден Ноел у ролі Джека, сина Анели та Д'авіна, який володіє особливими здібностями що можуть знищити Леді (сезони 4-5)

## Виробництво
1 вересня 2015 року Syfy оголосив, що продовжить Кіллджойс на другий сезон. Білл МакҐолдрік, виконавчий віцепрезидент Syfy з виробництва кінопродукції, заявив: "З захопливими космічними пригодами у детально продуманому світі й видатним складом акторів, серіал Кіллджойс вразив глядачів і критиків. Ми чекаємо з нетерпінням, щоб побачити які пригоди приготували Мішель Ловретта і Темпл Стріт для Датч, Джона та Д'авіна у другому сезоні". За словами Девіда Фортьєра й Івана Шнеберґа, виконавчих продюсерів серіалу, вони дуже стурбовані у зв'язку з поверненням Кіллджойс на екрани глядачів США і тому дуже очікують на спільну роботу з командою Syfy над захопливими другим сезоном. 
Починаючи з 4 сезону, Адам Баркен став шоуранером серіалу, а Мішель Ловретта залишилася на посаді виконавчого продюсера та сценариста.

## Трансляція
Прем'єра Кіллджойс в США відбулася у той самий день, що і в Канаді. Через пів року прем'єра серіалу відбулася на каналах Syfy UK і Syfy Australia — 25 та 30 січня 2016 року відповідно. 31 липня 2018 року компанія Ellation, яка є частиною Otter Media (американська цифрова медіакомпанія) оголосила, що сезони з 1 по 3 будуть транслюватися виключно через платний стрімінговий сервіс VRV. 

## Критика
Перший епізод Кіллджойс зібрав біля екранів 286 000 глядачів за одну ніч в Канаді. Чарлі Джейн Андерс з io9 оцінила серіал дуже позитивно, заявивши: "Якщо Ви очікуєте побачити веселощі з саркастичними персонажами, які літають на космічних кораблях та дивом виживають, щоразу після чергових перестрілок на чужих планетах, то цього не буде. Кіллджойс має правильний баланс гвинтівок, високотехнологічних ножів, вбивць, бойових сцен, місій на ворожих планетоїдах, темних секретів, нанозброї й гострих відчуттів, щоб стати ідеальним серіалом для вечірнього перегляду в п'ятницю". Коментуючи негативні відгуки інших критиків, вона заявила: "Нам не потрібно, щоб кожен серіал був як Справжній детектив або як Зоряний крейсер «Галактика»".
У статті для Forbes Меррілл Барр зробив огляд на основі перших чотирьох епізодів під назвою "Порожня науково-фантастична розвага", де він пише що Кіллджойс дійсно може приносити задоволення шанувальникам наукової фантастики, але в ньому представлені "архетипи наукової фантастики, які не несуть нічого нового", "надмірно складний" вигаданий Всесвіт серіалу та "надзвичайно прості особистості персонажів". На сайті Rotten Tomatoes 1 сезон отримав 82 бали, ґрунтуючись на відгуках 17 критиків.

### Нагороди та номінації
| Рік  | Нагорода               | Категорія                                                         | Номінант | Результат | Посилання |
| ---- | ---------------------- | ----------------------------------------------------------------- | --- | --------- | --------- |
| 2015 | IGN Awards             | Найкращий серіал наукової фантастики                              | Серіал Кіллджойс | Номінація | [ 13 ]    |
| 2016 | Canadian Screen Awards | Найкраще виконання гриму                                          | Колін Пенман, Раяан Рід | Номінація | [ 14 ]    |
| 2016 | Canadian Screen Awards | Найкращі візуальні ефекти                                         | Кріста Аллайн, Ігор Авдюшин, Джейсон Ґоджен, Ран Лонг Вен, Бен Моссман, Юхай-Рей Енг, Кріс Росс, Кайл Сім, Сомбун Суанхафан, Едвард Дж. Тейлор IV | Номінація | [ 14 ]    |
| 2016 | Prix Aurora Awards     | Найкраща візуальна презентація                                    | Серіал Кіллджойс | Номінація | [ 15 ]    |
| 2017 | Prix Aurora Awards     | Найкраща візуальна презентація                                    | Мішель Ловретта | Номінація | [ 16 ]    |
| 2017 | Young Artist Awards    | Найкраща гра у серіалі – Гостьовий молодий актор з головною роллю | Джек Фултон | Номінація | [ 17 ]    |
| 2018 | Prix Aurora Awards     | Найкраща візуальна презентація                                    | Мішель Ловретта | Номінація | [ 18 ]    |